# Monaster Wojewody Radu
Monaster Wojewody Radu – prawosławny męski klasztor w Bukareszcie, wzniesiony w XVI w. przez hospodara wołoskiego Aleksandra II Mirczę i jego żonę Katarzynę.
Monaster został ufundowany przez hospodara wołoskiego Aleksandra II Mirczę i jego małżonkę Katarzynę, jako wotum dziękczynne za zwycięstwo nad Vintilą, w II poł. XVI w. W kompleksie klasztornym powstała cerkiew Trójcy Świętej. Krótko po zakończeniu prac budowlanych monaster został, podobnie jak całe miasto, zajęty i zniszczony przez Turków. Po wygranej wojsk Michała Walecznego w bitwie w wąwozie Călugăreni Sinan Pasza wycofał się do klasztoru i ufortyfikował go, jednak po przegranej pod Târgoviște wycofał się, niszcząc obiekt. Mnisi schronili się w monasterze Wojewody Michała w Bukareszcie.
Odbudową monasteru zajął się na początku XVII w. wojewoda Radu Mihnea, od 1611 hospodar wołoski; niektóre zabudowania klasztorne zostały zrekonstruowane, inne zaś - wzniesione od podstaw. Wzorem dla głównej cerkwi monasterskiej była cerkiew Zaśnięcia Matki Bożej w Curtea de Argeș. Od jego imienia wywodzi się popularna nazwa klasztoru. Prace przy cerkwiach klasztornych kontynuował jego syn i następca Aleksander Dziecię. Monaster Wojewody Radu należał do najzamożniejszych klasztorów w Bukareszcie; w okresie, gdy hospodarami Wołoszczyzny byli przedstawiciele rodów fanariockich, jego przełożonymi byli Grecy. W XIX w. cerkiew klasztorna była przebudowywana w stylu neogotyckim, jednak formy architektoniczne dodane do obiektu podczas tej przebudowy zostały usunięte podczas rekonstrukcji pierwotnego wyglądu świątyni w latach 1967–1974. Wtedy też we wnętrzu obiektu wykonano nowe freski. W cerkwi znajduje się barokowy ikonostas. Oprócz starszej cerkwi w monasterze czynna jest świątynia pod wezwaniem Nektariusza z Eginy.
W monasterze Wojewody Radu pochowani zostali Aleksander II Mircza, Radu Mihnea oraz patriarcha rumuński Justynian. Ten ostatni sam wybrał klasztor jako swoje miejsce pochówku, by w ten sposób uchronić lubianą przez siebie świątynię przed ewentualnym zniszczeniem przez władze komunistycznej Rumunii.